# Kaukaz Północny

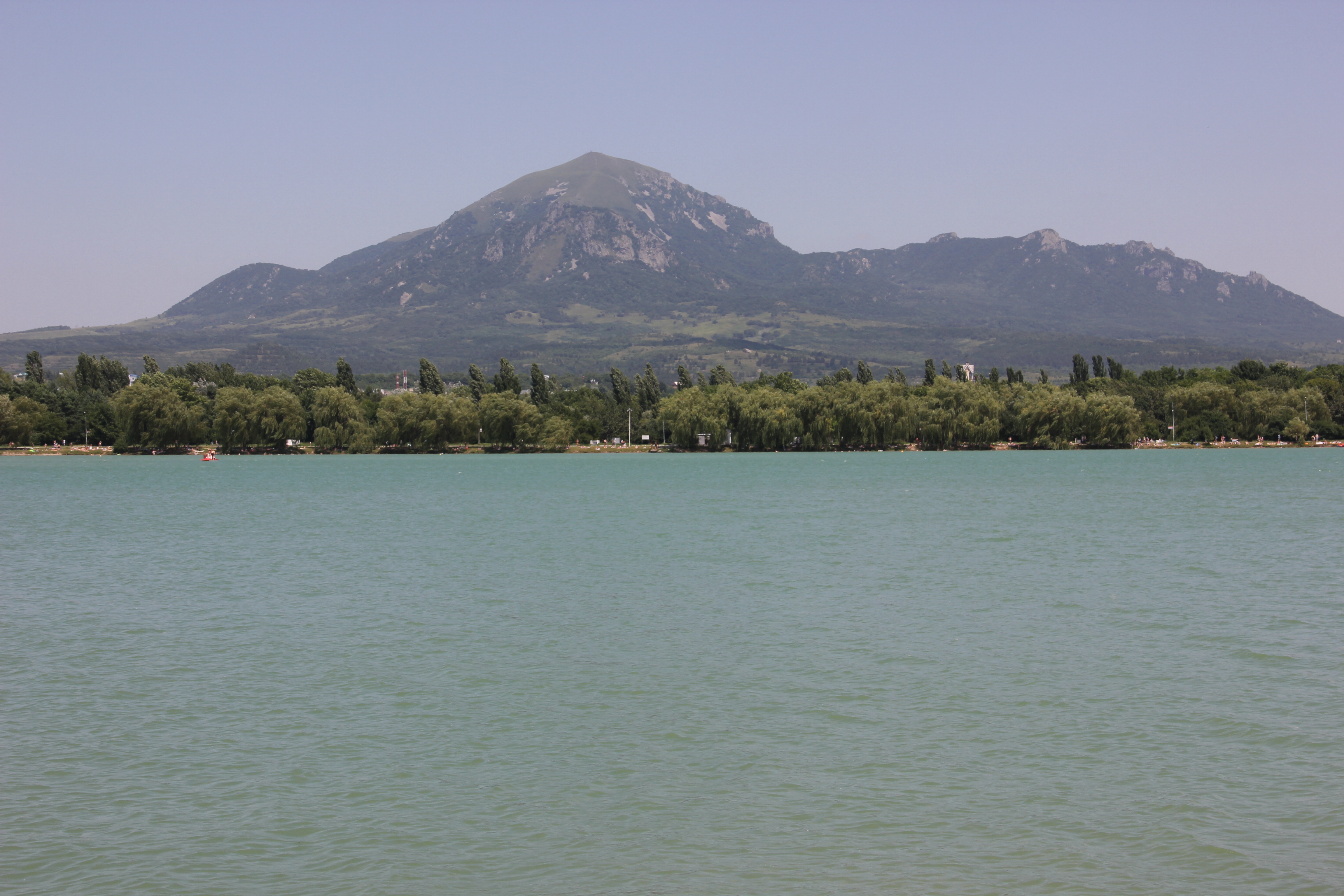
Góra Besztau, Kraj Stawropolski

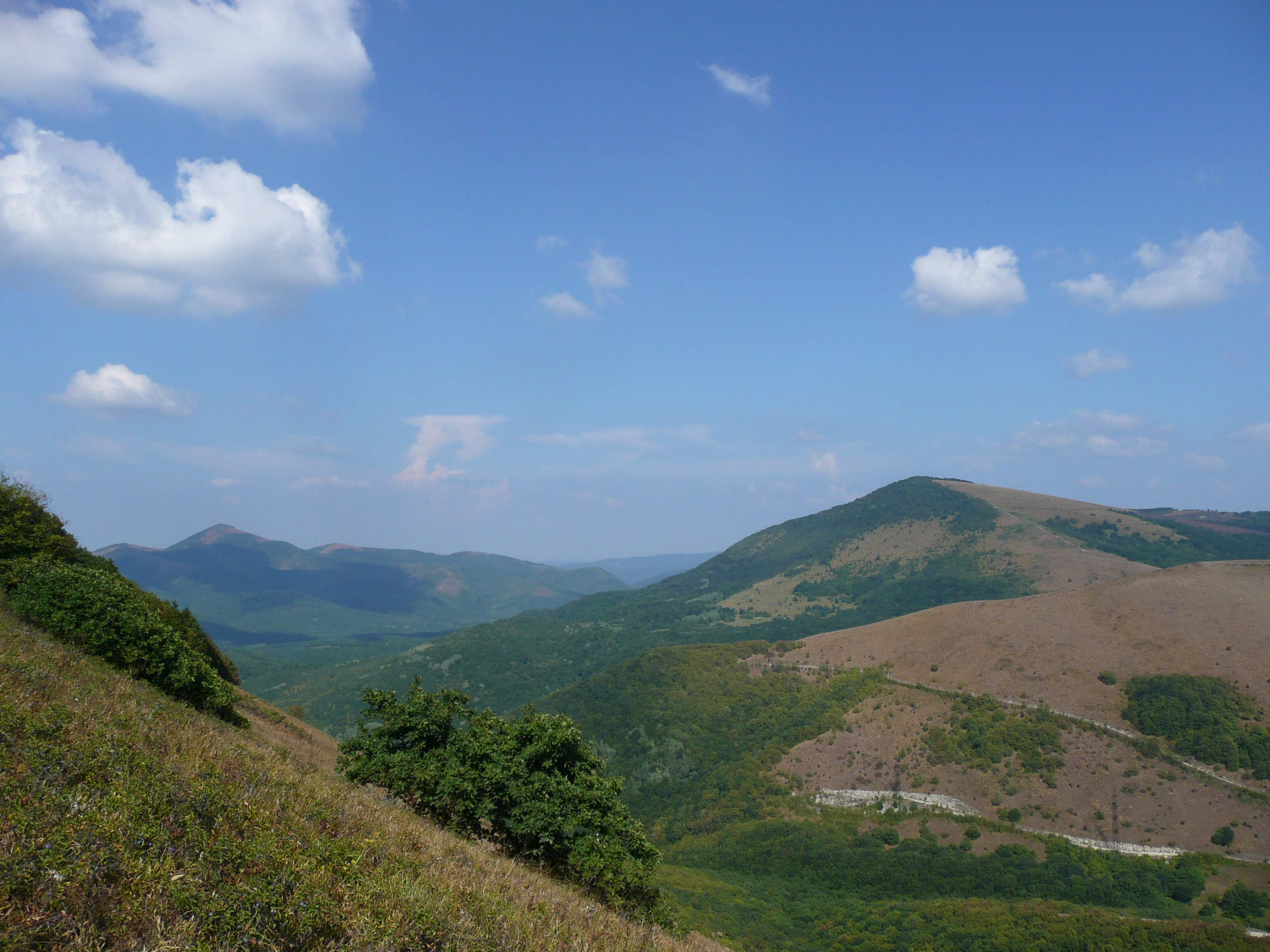
Kraj Krasnodarski

Kaukaz Północny (72), ros. Северный Кавказ − Siewiernyj Kawkaz − północna część Kaukazu. Położony w południowej Rosji europejskiej, na pograniczu Europy i Azji.

## Geografia
Kaukaz Północny rozciąga się pomiędzy rzeką Manycz na północy, a północnym stokiem Wielkiego Kaukazu na południu i pomiędzy Morzem Azowskim i Morzem Czarnym na zachodzie, a Morzem Kaspijskim na wschodzie. Jego łączna powierzchnia wynosi ok. 350 tys. km². Zamieszkuje go ok. 14,8 mln mieszkańców (2010).
Zachodnia część regionu jest nizinna, zajmuje ją Nizina Kubańska z deltą Kubania i Półwyspem Tamańskim. Środkową część zajmują wyżyny: Stawropolska (do 831 m n.p.m. – Striżament) i Terecko-Sunżeńska (do 926 m n.p.m.), między którymi leżą niskie Góry Mineralnowodzkie (do 1402 m n.p.m. – Besztau). We wschodniej części leży Nizina Terecko-Kumska. 
Podłoże Kaukazu Północnego stanowi mocno sfałdowana platforma hercyńska pokryta grubą na 1,5–2 km warstwą słabo sfałdowanych osadów mezozoicznych, paleogenicznych i neogenicznych. 
Większą część obszarów równinnych zajmuje step, nad brzegami Morza Kaspijskiego występują ziemię półpustynne, tereny górskie to lasy, łąki, jeszcze wyżej wieczne śniegi.
Północna część Kaukazu Północnego należy do dorzecza Donu, Dońca, Sału i Manycza w zlewisku Morza Czarnego, południowa do wypływających z Kaukazu - Kubania (zlewisko Morza Czarnego) oraz Tereku, Kumy i Sułaku (zlewisko Morza Kaspijskiego).
Klimat Kaukazu Północnego odznacza się różnorodnością, zależną od ukształtowania terenu, jak i wpływów wiatrów zachodnich oraz wschodnich.

## Gospodarka
Zachodni i środkowy Kaukaz Północny stanowi ważny region rolniczy. Część wschodnią zajmują półpustynne pastwiska. W wielu miejscach  stwierdzono złoża ropy naftowej i gazu ziemnego.

## Przynależność administracyjna
Kaukaz Północny obejmuje Północnokaukaski Okręg Federalny Rosji (republiki autonomiczne Inguszetia, Dagestan, Czeczenia, Osetia Północna, Adygeja, Kabardo-Bałkaria, Karaczajo-Czerkiesja i Kraj Stawropolski), Kraj Krasnodarski, Kałmucję,  i obwód rostowski (część obwodu na południe od rzeki Manycz).

## Historia

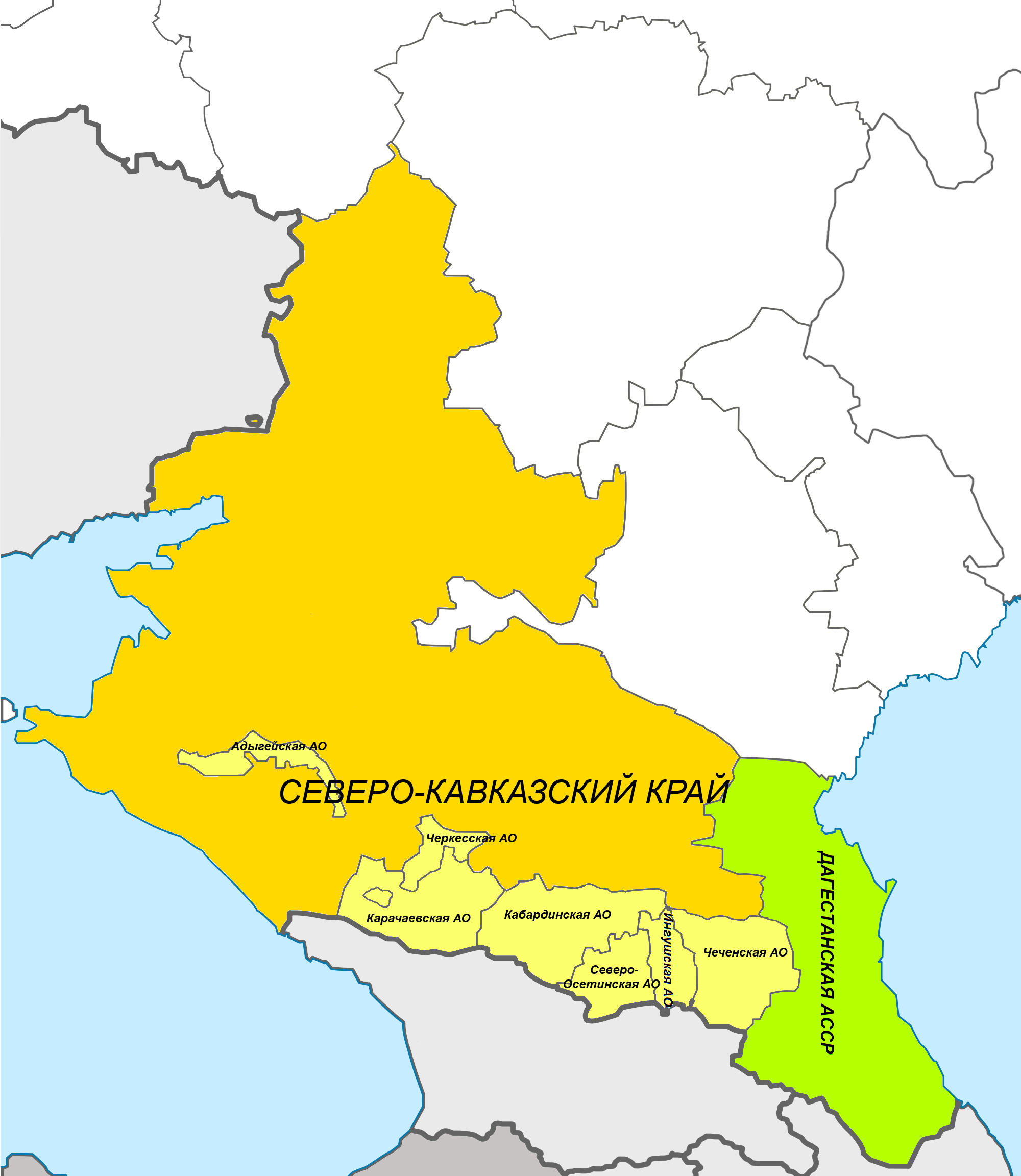
Kraj północnokaukaski (1930-1934)

W latach 1917–1924 ludy górskie Kaukazu Północnego (tzn. Czerkiesi, Czeczeni i Osetyjczycy) utworzyły niezależną Republikę Górską Północnego Kaukazu. 
W roku 1918 istniała tu także efemeryczna Północnokaukaska Republika Radziecka, zlikwidowana po zajęciu terytorium przez Białą Armię, która zajmowała terytorium Północnego Kaukazu do stycznia 1920.
W roku 1921 utworzono w ramach RFSRR Górską Autonomiczną Socjalistyczną Republikę Radziecką (istniejącą do 1924 roku).
W październiku 1924 roku administracja i podział regionu został przez bolszewików zmieniony, w ramach RFSRR powstał wówczas kraj północnokaukaski (Северo-Кавказкий край). Obejmował teren o powierzchni 287 410 km². W 1926 roku w obwodzie utworzono następujące obszary autonomiczne:
- Adygeja
- Inguszetia
- Kabardo-Bałkaria
- Karaczajo-Czerkiesja
- Osetia Północna
- Czeczenia

Ponadto istniało także 14 okręgów autonomicznych.
Po II wojnie światowej utworzono Związek Północno-Kaukaski.